# Oak Hill (Ohio)
Oak Hill es una villa ubicada en el condado de Jackson en el estado estadounidense de Ohio. En el Censo de 2010 tenía una población de 1551 habitantes y una densidad poblacional de 524,38 personas por km².

## Geografía
Oak Hill se encuentra ubicada en las coordenadas 38°53′46″N 82°34′9″O / 38.89611, -82.56917. Según la Oficina del Censo de los Estados Unidos, Oak Hill tiene una superficie total de 2.96 km², de la cual 2.96 km² corresponden a tierra firme y (0%) 0 km² es agua.

## Demografía
Según el censo de 2010, había 1551 personas residiendo en Oak Hill. La densidad de población era de 524,38 hab./km². De los 1551 habitantes, Oak Hill estaba compuesto por el 97.49% blancos, el 0.45% eran afroamericanos, el 0.19% eran amerindios, el 0.26% eran asiáticos, el 0% eran isleños del Pacífico, el 0% eran de otras razas y el 1.61% pertenecían a dos o más razas. Del total de la población el 0.32% eran hispanos o latinos de cualquier raza.